# A.S.D. Leonessa Altamura
Associazione Sportiva Dilettante Leonessa Altamura  là một câu lạc bộ bóng đá Ý đến từ Altamura, Apulia. Màu sắc của đội là đỏ và trắng.
Cho đến mùa giải 2005/06, câu lạc bộ được biết đến với cái tên San Paolo Bari và có trụ sở tại Bari, Apulia.